# Michel Kruin
Michel Kruin (Moengo, Surinam; 15 de abril de 1933 - 3 de noviembre de 2023) fue un futbolista de Surinam que jugó en la posición de delantero.

## Carrera

### Club
| Periodo   | Club                   |
| --------- | ---------------------- |
| 1950-1955 | SV Robinhood           |
| 1955      | América Pernambuco     |
| 1956      | SV Robinhood           |
| 1956–1962 | USV Elinkwijk          |
| 1962-1964 | DOS Utrecht            |
| 1964-1966 | FC Blauw-Wit Amsterdam |
| 1966-1968 | Biltse Voetbal Club    |

### Selección nacional
Jugó para Surinam en 10 partidos de 1951 a 1956.

## Logros
- SVB Eerste Divisie (2): 1953, 1954
- Kampioenscompetitie (1): 1956